# Shōji Satō (Badminton)
Shōji Satō (japanisch 佐藤 翔治 Satō Shōji; * 19. September 1982 in Higashimurayama, Präfektur Tokio) ist ein Badmintonspieler aus Japan. Er spielt für die Werksmannschaft der NTT East.
Satō gilt als einer der schnellsten Spieler der Welt.

## Karriere
Er wurde zwischen 2003 und 2006 viermal japanischer Meister. 2001 gewann er zudem die Giraldilla International und 2003 die Wellington International. Im Jahre 2004 folgte noch ein Sieg bei den Swedish International Stockholm.
Sato spielte bei den Olympischen Spielen 2004 in Athen, dort schied er jedoch gegen den an Nummer 5 gesetzten Bao Chunlai aus China aus.